# Yantai
Yantai (chiń. 烟台; pinyin Yāntái) – miasto o statusie prefektury miejskiej we wschodnich Chinach, w prowincji Szantung, ważny port nad Morzem Żółtym. W 2010 roku liczba mieszkańców miasta wynosiła 811 224. Prefektura miejska w 1999 roku liczyła 6 447 873 mieszkańców. Ośrodek regionu sadowniczego i uprawy winorośli; rozwinięty przemysł spożywczy, włókienniczy, odzieżowy, skórzany, chemiczny i elektromaszynowy. Stolica diecezji rzymskokatolickiej.
Przed II wojną światową miasto znane było na Zachodzie jako Czyfu (ang. Chefoo), od nazwy pobliskiej wyspy Zhifu.

## Miasta partnerskie
- Burgas, Bułgaria
- Angers, Francja
- Beppu, Japonia
- Vitória, Brazylia
- Kunsan, Korea Południowa
- Miyako, Japonia
- Örebro, Szwecja
- Phuket, Tajlandia
- San Diego, Stany Zjednoczone
- Tauranga, Nowa Zelandia
- Ulsan, Korea Południowa
- Władywostok, Rosja
- Wonju, Korea Południowa
- Angus, Wielka Brytania